# Саламатов, Владимир Александрович
Владимир Александрович Саламатов — старший машинист экскаватора управления строительства «АнгарГЭСстрой» Иркутской области, Герой Социалистического Труда (1960).

## Биография
Родился в 1912 году в Красноярске Енисейской губернии. После своего совершеннолетия работал в Иркутске, вначале слесарем депо Иркутск-2 по ремонту паровозов, а затем мастером профобучения ремесленного училища № 1, после этого слесарем-лекальщиком на Иркутской слюдяной фабрике. С 1952 года работал на строительстве Иркутской ГЭС согласно распоряжению горкома партии. Его имя есть на мемориальной доске отличников строительства.
Активно участвовал в политической жизни города и области. Избирался депутатом горсовета и областного совета народных депутатов.
После окончания строительства Иркутской ГЭС принимал участие в сооружении ГЭС в Таджикистане и Грузии.